# Sokk
A sokk "orvosi meghatározás szerint az az állapot, amikor a vérkeringés hirtelen súlyosan elégtelenné válik, az életfontosságú szervekbe nem jut elég oxigén és kóros anyagcseretermékek szaporodnak fel a szervezetben". Számos formája vezet halálhoz.

## A sokk formái
- hypovolémiás sokk: vérzés, plazmavesztés (például a bőr kiterjedt égési sérülése) és folyadékvesztés (például hányás, izzadás, folyadék csökkent bevitele) esetén
- kardiogén sokk: károsodott szívfunkciók miatt kialakuló szisztémás pangás okozza
- neurogén sokk: gerincvelői érzéstelenítés esetén szisztémás vasodilatatio jön létre
- szeptikus-toxikus sokk: bakteriális fertőzések során felszabaduló toxinok miatt
- anafilaxiás sokk: súlyos allergiás immunreakció miatt
- endokrin sokk: hypo- és hyperglikémia, hyperthyroidosis
- traumás sokk: a szervezetet ért valamilyen külső károsító tényező, trauma okozza

## A sokkpatogenezise
Az említett okok miatt leeshet a vérnyomás, csökken a perfúzió. Ezt szimpatikus aktiváció követi, melynek eredménye a lokálisan nagyobb mértékű vérátáramlás, de szisztémásan további perfúzió csökkenés, azaz a vérnyomás tovább zuhan. Ha a folyamatot semmi sem állítja meg, a beteg rövid idő alatt életét veszti.

## A sokk stádiumai
- non-progresszív: a szervezet reflex folyamatai lépnek működésbe, a kritikus fontosságú szervek vérellátása megoldott, a folyamat még visszafordítható szöveti károsodás nélkül.
- progresszív: szöveti destrukció figyelhető meg, a fontos szervek vérellátása is zavart szenved, ha vissza is fordítható, már csak maradandó károsodással.
- irreverzibilis: a beteg kritikus állapotba kerül, rövid idő alatt bekövetkezik a halál; a szeptikus és kardiogén sokkot elszenvedettek 75%-a eljut ebbe a stádiumba.

## Külső hivatkozások
- Részletes leírás a sokk fajtáiról, tüneteiről, kimeneteléről és kezeléséről Archiválva 2009. január 8-i dátummal a Wayback Machine-ben
- A sokk (schock) fajtái, tünetei és kezelése Archiválva 2018. április 25-i dátummal a Wayback Machine-ben